# Dschamʿīyat asch-schubbān al-muslimīn
Dschamʿīyat asch-schubbān al-muslimīn (arabisch جمعية الشبان المسلمين, DMG ǧamʿīyat aš-šubbān al-muslimīn ‚Gesellschaft der muslimischen jungen Männer‘) ist eine 1927 in Ägypten gegründete Jugendorganisation, die Ende der 1920er Jahre 15.000 Mitglieder hatte. Ihr prägender Führer in den 1930er Jahren war Izz ad-Din al-Qassam.

## Belege
1. ↑  Das von Schulze für die Gründung genannte Datum (November 1928) scheint dagegen ein Berechnungsfehler zu sein, vgl. Rainer Brunner: Annäherung und Distanz. Schia, Azhar und die islamische Ökumene im 20. Jahrhundert. Berlin: Schwarz 1996. S. 75, Anm. 182.